# فیدلتی (میسوری)
وفاداری (به انگلیسی: Fidelity) یک روستا (ایالات متحده آمریکا) در ایالات متحده آمریکا است که در شهرستان جاسپر، میزوری واقع شده‌است.
 وفاداری ۲٫۵۰ کیلومتر مربع مساحت و ۲۵۷ نفر جمعیت دارد و ۳۴۱٫۹۹ متر بالاتر از سطح دریا واقع شده‌است.